# Changbai
Changbai léase Chang-Bái (en chino:长白朝鲜族自治县, pinyin:Chǎngbái cháoxiǎn zú zìzhìxiàn) es un condado autónomo en el sur de la provincia de Jilin, República Popular de China, ubicado frente a Hyesan en Corea del Norte. Se encuentra bajo la administración de la ciudad de Baishan, 160 kilómetros al oeste-noroeste. Posee una población de +85 000 habitantes, de los cuales 14000 son de origen coreano, y una superficie total de 2497 km². 

## Administración
El condado autónomo de Changbai se divide en 8 pueblos que se administran en 7 poblados y una villa.
Poblados:
- Changbai (长白镇 / 장백진)
- Shisidaogou (十四道沟镇 / 십사도구진)
- Badaogou (八道沟镇 / 팔도구진)
- Malugou (马鹿沟镇 / 마록구진)
- Shi'erdaogou (十二道沟镇 / 십이도구진)
- Xinfangzi (新房子镇 / 신방자진)
- Baoquanshan (宝泉山镇 / 보천산진)

La villa es Longgang (龙岗乡 / 금화향).

## Toponimia
Changbai traduce literalmente "perpetuamente blanca" y hace referencia al monte Paektu ubicado en la frontera China-Corea del Norte. Su nombre completo es Changbai coreana, autonomía que recibió el 15 de septiembre de 1958 y es junto a Yanbian, que en su nombre lleva la etnia coreana.